# Half-time
Half-Time (Poločas, H 142) je první orchestrální kompozicí Bohuslava Martinů vzniklou po jeho příchodu do Paříže. Slovem „poločas“ je myšlen poločas fotbalového zápasu, ale též symbolicky očekávaná budoucnost. Celá kompozice trvá kolem deseti minut. Dílo skládal od léta do podzimu roku 1924, v období, kdy cestoval mezi Paříží a Poličkou. Programově dílo odráží avantgardní směr Pařížské šestky, která reflektuje civilistní témata.

## Premiéra
Premiéra Half-Timu byla provedena Českou filharmonií 7. prosince 1924, ve Smetanově síni v Praze. Z korespondence Bohuslava Martinů s přítelkyní Vlastou Hálkovou se dozvídáme, že dílo bylo slíbeno Václavu Talichovi, který skladbu přijal s nadšením a sám ji dirigoval. Martinů se premiéry nemohl účastnit osobně, kvůli nedostatku financí na zpáteční jízdenku z Paříže do Prahy. Požadoval po Talichovi, jak víme z korespondence, aby byl v programu upřesněn jeho záměr skladby: 
„…nesleduji žádnou ideu (myslím ovšem ideu v tom smyslu, v jakém jsme u nás zvyklí ji přijímat) ani žádnou vznešenou ideu ani nelíčím obyčejný život na hřišti. Nechávám se jenom inspirovat tímto životem, plným pohybu, ruchu, děje. Tím se moje práce nestává nijak ani impresionistickou, ani deskriptivní, poněvadž tyto zážitky, které jsou obdivem pro zdravý sport a výraz síly i mládí zdravého a výbojného, nejsou tvořeny v onom prvním stadiu, kdy přijímám tyto pocity, nýbrž v tom druhém, v kterém je ovládám a tvořím z nich novou formu, nové dílo, které je samo pro sebe, soběstačné, a tvořím je formou čistě hudební, formou rondovou.“

## Kritika a ohlas
U obecenstva vyvolalo dílo značný rozruch. Publikum bylo rozděleno na dva tábory, jeden dílo přijal kladně, druhý záporně. Nadšení z díla Bohuslava Martinů sdíleli členové hudebního spolku Mánesa. Ačkoliv se stylem hudby odlišovali, byl jimi přijat a podporován. Proti tomu se vyjadřovali konzervativní kritici zastávající tradiční směr, zejména Zdeněk Nejedlý, Mirko Očadlík a Václav Štěpán. Miroslav Barvík označil Half-Time a La bagarre (Vřava) za kopii Igora Stravinského. Přestože někteří kritici přijímali dílo Martinů s rezervou, předpovídali mu světovou slávu. Half-Time se stal reprezentativním dílem druhého ročníku festivalu Mezinárodní společnosti pro soudobou hudbu (ISCM) pořádaného v roce 1925 (v Praze v květnu a v Benátkách v září).

## Analýza
Skladba vyjadřuje napětí davu očekávající výsledek fotbalového zápasu. Převážně rytmický ráz vyplynul z představy pohybu a hluku lidí na fotbalovém hřišti. Martinů nechtěl vyjádřit činnost fotbalového zápasu samotného, ale zachytit ruch a umění pohybu. Kopanou měl v lásce už z rodného města a nemusel se k této oslavě sportu nijak nutit. S touto představou souvisí i rychlé tempo přerušované uprostřed několika volnějšími takty. Hlavní úlohu zde hraje krátký rytmický motiv, jenž napětí prostupující celé rondo, žene stále kupředu. Charakter skladby vyznívá „provokativně antiromantickým programem.“  
Martinů skladbu koncipoval jako symfonickou větu s tempovým označením Allegro con brio (živě a energicky). Forma je variační a odpovídá rondu. Jde o sedm variací s úvodem a kodou, každá variace je uvozena obměnou vstupní fanfáry (popularizačně interpretováno jako píšťalka rozhodčího, která ukončuje první poločas). Podle kritiky právě zde shledáváme příliš úzkou podobnost s baletem Petruška Igora Stravinského. Martinů tuto kritiku ale vyvracel v otevřeném dopisu Stanislavu Novákovi z roku 1924. Skladba se tematicky řadí ke generaci Pařížské šestky, která nacházela zdroj inspirace v civilistických tendencích, sportu, mládí a technologickému pokroku. Martinů chtěl symbolicky oslavit lidské úsilí prostřednictvím sportu. Do jisté míry byl při skladbě ovlivněn i přítelem Ondřejem Sekorou, který byl do Paříže poslán z Lidových novin jako sportovní redaktor. Díky Sekorovi navštěvoval Martinů sportovní zápasy.